# Vittorio Gelmetti
Vittorio Gelmetti (ur. 25 kwietnia 1925 w Mediolanie, zm. 4 lutego 1992 we Florencji) – włoski kompozytor i krytyk muzyczny.
Specjalizował się w muzyce elektronicznej, w latach 60. rozpoczął współpracę z włoskimi studiami tego rodzaju muzyki. W 1969 w Studiu Eksperymentalnym Polskiego Radia w Warszawie skomponował  utwór L'Opera Abbandonata Tace E Volge La Sua Cavità Verso L'Esterno. Napisał muzykę do filmu Antonioniego Czerwona pustynia (1964), był również krytykiem i popularyzatorem muzyki współczesnej, m.in. 1963-1970 kierował działem muzycznym czasopisma "Marcatre" w Mediolanie.